# FS RALn 60
| FS RALn 60             | FS RALn 60          | FS RALn 60          |
| ---------------------- | ------------------- | ------------------- |
|                        |                     |                     |
| mii                    |                     |                     |
| Nummerierung:          | RALn 60.01–15       | RALn 60.16–25       |
| Anzahl:                | 15                  | 10                  |
| Hersteller:            | Fiat                | Fiat                |
| Baujahr:               | 1949–1950           | 1949–1950           |
| Ausmusterung:          | 1985                | 1985                |
| Achsformel:            | B’B’                | B’2                 |
| Spurweite:             | 950 mm              | 950 mm              |
| Höchstgeschwindigkeit: | 70 km/h             | 70 km/h             |
| Länge über Puffer:     | 19.120 mm           | 19.120 mm           |
| Höhe:                  | 3.330 mm            | 3.330 mm            |
| Breite:                | 2.500 mm            | 2.500 mm            |
| Drehzapfenabstand:     | 12.500 mm           | 12.500 mm           |
| Drehgestellachsstand:  | 2.000 mm            | 2.000 mm            |
| Leermasse:             | 30 t                | 25 t                |
| Dienstmasse:           | 34 t                | 29 t                |
| Raddurchmesser:        | 720 mm              | 720 mm              |
| Installierte Leistung: | 2 × 136 kW          | 136 kW              |
| Motorentyp:            | Fiat 700.100        | Fiat 700.100        |
| Sitzplätze:            | 60                  | 60                  |
| Klassen:               | 1./2. später nur 2. | 1./2. später nur 2. |

Die RALn 60 der Italienischen Staatsbahn (FS) war eine Reihe von Verbrennungstriebwagen, die auf den sizilianischen Schmalspurbahnen eingesetzt wurden.

## Geschichte
Die RALn 60 wurden 1949–50 von Fiat gebaut, um die Dampftraktion abzulösen. Sie wurden auf den meistfrequentierten Strecken des sizilianischen Schmalspurnetzes eingesetzt, also Castelvetrano–Agrigent, Castelvetrano–Burgio mit der Stichstrecke von Santa Ninfa nach Salemi, Dittaino–Caltagirone und Palermo–Corleone–San Carlo, wo sie schnellere Verbindungen ermöglichten.
Die Durchschnittsgeschwindigkeit blieb auf den veralteten Strecken zu niedrig, um dem Straßenverkehr konkurrieren zu können. Die Strecken wurden eingestellt und der Verkehr von Autobuslinien übernommen. Nach der Stilllegung der Strecke Dittaino–Caltagirone 1971 wurden fünf Triebwagen an die Ferrovia Circumetnea verkauft, die sie in den 1980er Jahren als RALn 64 umbaute. Nach der Stilllegung der Strecke Castelvetrano–Ribera 1985 wurden die verbliebenen Fahrzeuge verschrottet. Erhalten blieb nur der RALn 60.12, der als Denkmal am Bahnhof Villarosa steht.

## Technik
Die Kasten der RALn 60 basierte auf der normalspurigen ALn 772. Völlig neu waren die Fahrgestelle und vor allem der Fiat-700-Antrieb, der später auf weiteren Triebfahrzeugen (Zahnradtriebwagen ALn 64 und die Kleinlokomotiven 218) installiert wurde.
Die Einheiten 01–15 wurden mit zwei Antrieben ausgestattet, die 16–25 nur mit einem. Die Achsformel lautete deshalb B’B’ beziehungsweise B’2.

## Lackierung
Die RALn 60 wurden in der damals für die FS üblichen Kastanienbraun-Isabellfarbe (Castano-Isabella) lackiert.

## Beiwagen
Neben den Triebwagen wurden fünf Beiwagen mit zwei Führerständen geliefert. Da sie 68 Sitzplätze hatten, erhielten sie die Nummern RLn 68.01–05.
1960–62 wurden sie zu Gepäckwagen umgebaut. Da sie nur noch 32 Sitzplätze hatten, erhielten sie die neue Nummerierung RDLn 32.01–05.